# Urgaksz
Urgaksz (ros. Ургакш) – osiedle w Rosji, w Mari El, w rejonie sowieckim. W 2010 liczyło 1385 mieszkańców.